# Ugglebarnby
Ugglebarnby – wieś w Anglii, w North Yorkshire. Leży na terenie parku narodowego North York Moors, 4,6 km od miasta Whitby, 62 km od miasta York i 329,2 km od Londynu. W 1881 roku civil parish liczyła 390 mieszkańców. Ugglebarnby jest wspomniane w Domesday Book (1086) jako Ugleberdesbi.